# اتفاق (برنامه تلویزیونی)
اتفاق یک برنامهٔ تلویزیونی با اجرای رضا رشیدپور بود. این برنامه به موضوعاتی در حوزه‌های علمی، فرهنگی، اجتماعی، سیاسی و ورزشی با حضور چهره‌های مطرح هر کدام از این حوزه می‌پرداخت. همچنین در این برنامه می‌توان منتظر هر اتفاقی از جمله مناظره، گفتگو، بازنمایی اتفاقات شگفت‌انگیز دنیای علم و… بود. «اتفاق» شامل استندآپ ساینس‌هایی در قالب یک شوی تلویزیونی با نگاهی متفاوت و خلاقانه به موضوعات مختلف بود. این برنامه بعد از پایان ماه رمضان ۱۳۹۹ به کار خود پایان داد.
این برنامهٔ شبانه که پنجشنبه و جمعه هر هفته پخش می‌شد؛ به تهیه‌کنندگی محمدرضا رضائیان و کارگردانی سیاوش صفاریان‌پور و محمدرضا رضائیان ساخته می‌شد. این برنامه در ایام رمضان ۱۳۹۹ هر شب ساعت ۲۳:۳۰ از شبکه سه پخش می‌شد.

## مهمانان

### فصل اول (۹۹–۱۳۹۸)
| قسمت    | نام مهمان            | حرفه                                                 | تصویر |
| ------- | -------------------- | ---------------------------------------------------- | ----- |
| اول     | ارشا اقدسی           | بدل‌کار                                               |       |
| اول     | بهرام عطایی          | کارآگاه جنایی                                        |       |
| اول     | مهدی پارسا           | سفرگرد                                               |       |
| اول     | محسن اسلام‌زاده       | مستندساز                                             |       |
| دوم     | وفا صدقی             | مدیر پروژه ماهواره پیام                              |       |
| دوم     | مرتضی براری          | رئیس سازمان فضایی ایران                              |       |
| دوم     | جواد قارایی          | مستندساز و ایرانگرد                                  |       |
| دوم     | محمدرضا نوروزی       | آزمایشگر                                             |       |
| دوم     | علی خلیقی            | طراح فرش                                             |       |
| سوم     | سید هادی معتمدی      | روان‌پزشک                                             |       |
| سوم     | احسان گودرزی         | هنرمند                                               |       |
| چهارم   | حمید جدیری خداشناس   | جوینده کسوف                                          |       |
| چهارم   | سرور حردانی          | معلم                                                 |       |
| پنجم    | افسانه احسانی        | کارآفرین                                             |       |
| پنجم    | زهرا زجاجی           | کارآفرین                                             |       |
| پنجم    | ریحانه فرشچی         | کارآفرین                                             |       |
| ششم     | محمدحسین نصر اصفهانی | مدیر پژوهشگاه رویان اصفهان                           |       |
| هفتم    | محمد معما            | خلبان و نویسنده                                      |       |
| هفتم    | ناهید کلوشانی        | کارآفرین                                             |       |
| هشتم    | محمدحسین کبادی       | رئیس امداد و نجات کوهستان و دریایی هلال احمر         |       |
| هشتم    | خیام رحمانی          | سرباز فداکار                                         |       |
| نهم     | حمیدرضا احمدی        | کارآفرین                                             |       |
| دهم     | مهدی طالع ماسوله     | دکتر                                                 |       |
| یازدهم  | مهدی زارع            | زلزله‌شناس                                            |       |
| دوازدهم | سیروس برزو           | روزنامه‌نگار                                          |       |
| سیزدهم  | احد وظیفه            | رئیس مرکز ملی خشکسالی و مدیریت بحران سازمان هواشناسی |       |
| چهاردهم | محمد برزگری          | پرنده ماجراجو                                        |       |
| پانزدهم | کاظم کوه کرم         | روزنامه‌نگار                                          |       |

## اتفاق نود و نو
اتفاق نود و نو ویژه برنامهٔ زندهٔ نوروزی با اجرای رضا رشیدپور بود که در روزهای نزدیک به سال ۱۳۹۹ خورشیدی روی آنتن شبکه سه رفت و تا ساعاتی بعد از تحویل سال ادامه داشت. این برنامهٔ گفتگو محور با سبک تاک شو با حضور مهمان‌های سرشناس و مهمان‌هایی از مردم در ساعات پایانی سال و بعد از تحویل سال، در کنار مردم سال نو را جشن گرفت. فصل اول این برنامه در ۲۸ اسفند ۱۳۹۸ آغاز شد و در ۱ فروردین ۱۳۹۹ به پایان رسید.

### دربارهٔ برنامه
این برنامه با اجرای رضا رشیدپور و با حضور ده‌ها چهرهٔ مطرح از حوزه‌های مختلف علمی، فرهنگی، ورزشی و هنری و همچنین نخبگان جوان کشور، مهمان ویژهٔ برنامه تحویل سال شبکه سه بودند.

### موسیقی تیتراژ
| سال پخش | نام خواننده  | نام آهنگ   | نوع تیتراژ              | توضیحات ویژه          |
| ------- | ------------ | ---------- | ----------------------- | --------------------- |
| ۱۳۹۹    | حجت اشرف‌زاده | مهربان منی | تیتراژ ابتدایی و پایانی | ترانه‌سرا: محمد مبارکی |

### مدت زمان قسمت‌ها
- قسمت اول: ۳۲۵ دقیقه
- قسمت دوم: ۵۲۰ دقیقه
- قسمت سوم: ۱۳۵ دقیقه

### مهمانان اتفاق نود و نو
| قسمت | نام مهمان                             | حرفه                                   | تصویر |
| ---- | ------------------------------------- | -------------------------------------- | ----- |
| اول  | مهدی سپهر                             | خواننده                                |       |
| اول  | کامران شهرکی                          | تکنیسین                                |       |
| اول  | خانم خواجه‌علی                         | تکنیسین                                |       |
| اول  | بابک افرا                             | خواننده                                |       |
| اول  | سحر زکریا                             | بازیگر                                 |       |
| اول  | امیر تاجیک                            | خواننده                                |       |
| اول  | جهان‌افروز نجفوند                      | فرش‌باف                                 |       |
| اول  | بهنام تشکر                            | بازیگر                                 |       |
| اول  | بیژن بنفشه‌خواه                        | بازیگر                                 |       |
| اول  | حجت اشرف‌زاده                          | خواننده                                |       |
| اول  | رضا صادقی                             | خواننده                                |       |
| اول  | رحیم شهریاری                          | خواننده                                |       |
| اول  | مرتضی درخشان                          | مجری                                   |       |
| اول  | میثم فلاح                             | پلیس                                   |       |
| اول  | اصغر میرزایی                          | پاکبان                                 |       |
| اول  | رضا شفیعی‌جم                           | بازیگر                                 |       |
| اول  | علیرضا پوراستاد                       | خواننده                                |       |
| دوم  | میثم ابراهیمی                         | خواننده                                |       |
| دوم  | محمدحسن داودی                         | از مؤسسان مدرسه کودکان کار صبح رویش    |       |
| دوم  | فرشته کریمی                           | بازیکن فوتسال                          |       |
| دوم  | علی‌اکبر پورجمشیدیان                   | سرتیپ                                  |       |
| دوم  | نیما شاهرخ شاهی                       | بازیگر                                 |       |
| دوم  | لیندا کیانی                           | بازیگر                                 |       |
| دوم  | پازل بند                              | گروه موسیقی                            |       |
| دوم  | شهاب مرادی                            | روحانی                                 |       |
| دوم  | نجم‌الدین شریعتی                       | مجری                                   |       |
| دوم  | سید حمیدرضا برقعی                     | شاعر                                   |       |
| دوم  | همسر و فرزند شهید خلبان اسدالله بربری |                                        |       |
| دوم  | حدادی                                 | عکاس                                   |       |
| دوم  | خسروی‌نژاد                             | عکاس                                   |       |
| دوم  | عمو شمس‌الله                           | کفاش نیکوکار                           |       |
| دوم  | میلاد کی‌مرام                          | بازیگر                                 |       |
| دوم  | نشاط جهانداری                         | خلبان                                  |       |
| دوم  | وحید شاهپسندی                         | خلبان                                  |       |
| دوم  | فتاح                                  | مهندس                                  |       |
| دوم  | جهانی                                 | سرهنگ                                  |       |
| دوم  | سینا سرلک                             | خواننده                                |       |
| دوم  | خانم کاظمی                            | معلم و راننده ون                       |       |
| دوم  | سعید فتحی‌روشن                         | شعبده‌باز                               |       |
| سوم  | سیاوش صفاریان‌پور                      | مجری، تهیه‌کننده، کارگردان، روزنامه‌نگار |       |
| سوم  | محمدرضا شریفی‌نیا                      | بازیگر                                 |       |

### جوایز و نامزدها
| سال  | جوایز      | دسته‌بندی                                        | نتیجه |
| ---- | ---------- | ----------------------------------------------- | ----- |
| ۱۳۹۹ | صدا و سیما | بهترین برنامهٔ تحویل سال صدا و سیما از نگاه مردم | برنده |